# نیتناو
شهر نیتناو (به آلمانی: Nittenau) در ایالت بایرن در کشور آلمان واقع شده‌است.